# Ярослав Шилгавий
Ярослав Шилгавий (чеськ. Jaroslav Šilhavý, нар. 3 листопада 1961, Пльзень) — чехословацький, потім чеський футболіст, що грав на позиції захисника. По завершенні ігрової кар'єри — тренер, з 2018 року очолює тренерський штаб збірної Чехії.
Виступав, зокрема, за клуби «Руда Гвезда» та «Славія», а також національну збірну Чехословаччини. В цілому у вищому дивізіоні Чехословаччини, а потім Чехії провів 465 матчів, забивши 25 голів, встановивши чеський рекорд за кількістю проведених матчів.
Як тренер найбільших результатів досягав зі «Слованом» (Ліберець) та «Славією», з кожною з яких ставав чемпіоном Чехії.

## Клубна кар'єра
Народився 3 листопада 1961 року в місті Пльзень. Вихованець юнацької команди «Шкода» (Пльзень), в якій розпочав 1979 року виступи на дорослому рівні, взявши участь у 8 матчах чемпіонату.
1980 року для проходження військової служби перейшов у «Руду Гвезду» (Хеб), де залишився і після закінчення військової повинності. Всього відіграв за команду з Хеба дев'ять з половиною сезонів своєї ігрової кар'єри. Більшість часу, проведеного у складі команди, був основним гравцем захисту команди і зіграв 243 матчі у вищому дивізіоні Чехословаччини.
На початку 1990 року перейшов у «Славію», у складі якої провів наступні чотири роки своєї кар'єри гравця. Граючи у складі «Славії» також здебільшого виходив на поле в основному складі команди і став з командою віце-чемпіоном Чехословаччини у останньому розіграші турніру, сезоні 1992/93.
Протягом 1994—1997 років захищав кольори клубу «Петра» (Дрновіце), а завершив професійну ігрову кар'єру у клубі «Вікторія» (Жижков), за команду якого виступав протягом 1997—1999 років і був капітаном команди.

## Виступи за збірну
29 серпня 1990 року дебютував в офіційних матчах у складі національної збірної Чехословаччини в товариській грі проти Фінляндії, а останній матч провів 27 березня 1991 року, коли зіграв вісім хвилин матчу проти Польщі. Всього протягом кар'єри у національній команді провів у формі головної команди країни 4 матчі, а також зіграв у одному матчі за другу збірну у 1992 році.

## Кар'єра тренера
Розпочав тренерську кар'єру невдовзі по завершенні кар'єри гравця, 2000 року, увійшовши до тренерського штабу клубу «Вікторія» (Жижков), де працював спочатку під керівництвом Зденека Щасного, а з літа 2002 року — Вітезслава Лавічки. Паралельно в грудні 2001 року став асистентом головного тренера збірної Чехії, де працював до квітня 2009 року.
У грудні 2002 року головний тренер «Спарти» (Прага) Їржі Котрба запросив Шилгавого до штабу своєї команди. Після звільнення Котрби Ярослав залишився у штабі команди і при наступних тренерах — Франтішеку Страці, Ярославу Гржебіку та Станіславу Гризі, після чого влітку 2005 року був переведений на посаду головного тренера резервної команди.
Влітку 2007 року Шилгавий став головним тренером «Кладно» з яким зумів зберегти прописку у вищому дивізіоні, зайнявши 14 місце, після чого став тренером «Вікторії» (Пльзень), але після дев'яти турів, в яких команда здобула лише одну перемогу і була на дванадцятому місці у таблиці, Шилгавий був звільнений. 
14 жовтня 2009 року Шилгавий очолив «Динамо» (Чеські Будейовиці), яке за десять турів сезону 2009/10 під керівництвом Павела Тобіаша перебувала на останньому місці в чемпіонаті. Шилгавий зумів покращити результати команди, закінчивши сезон на 11 місці.
У червні 2011 року замінив Петра Раду на посаді головного тренера «Слована» (Ліберець). З цією командою у першому ж сезоні Шилгавий став чемпіоном Чехії, а у Лізі Європи сезону 2013/14 команда досягла значного результату. У кваліфікації «Слован» вибив італійське «Удінезе», а у групі з іспанською «Севільєю», німецьким «Фрайбургом» і португальським «Ешторілом» клуб став другим і вийшов у плей-оф, де поступився нідерландському АЗ. Втім по завершенні цього сезону Шилгавий перейшов на роботу в «Яблонець»
В травні 2016 року став головним тренером «Дукли» (Прага), але вже у вересні покинув клуб аби очолити «Славію», яка під керівництвом Шилгавого до кінця сезону не програла жодного матчу і 27 травня 2017 року стала чемпіоном країни. У Лізі чемпіонів 2017/18 «Славія» розпочала з 3-го кваліфікаційного раунду, в якому пройшла білоруське БАТЕ, але в 4-му кваліфікаційному раунді поступилася кіпрському АПОЕЛу і вилетіла в груповий етап Ліги Європи, який також не зуміла подолати. Натомість в чемпіонаті команда продовжувала боротьбу за нове чемпіонство і 25 вересня 2017 року, здолавши «Фастав» (Злін), «Славія» встановила новий рекорд чемпіонату Чехії — 34 матчі поспіль без поразок. Серія закінчилася на 36 іграх. На зимову перерву клуб пішов на другому місці, поступаючись «Вікторії» (Пльзень) 14-ма очками. Провал європейської кампанії і втрата реальних шансів на чемпіонський титул призвів до відставки Шилгавого у грудні 2017 року
Восени 2018 року, після відставки Карела Яроліма, був призначений головним тренером національної збірної Чехії. Почав самостійну роботу з національною командою виступами у першому розіграші Ліги націй, здобувши у своїй першій грі перемогу над збірною Словаччини, зберігши таким чином шанси на перемогу у групі.

## Титули і досягнення

### Як тренера
- Чемпіон Чехії (2):

«Слован»: 2011–12
«Славія»: 2016–17

### Особисті
- Тренер місяця в чемпіонаті Чехії: 10/2014[21], 11/2014[22], 02/2015[23], 9/2016, 10/2016, 2/2017, 5/2017

## Особисте життя
Його син Томаш Шилгавий, також був професійним футболістом і грав за «Славію». 